# Vietnam-Stabschrecke

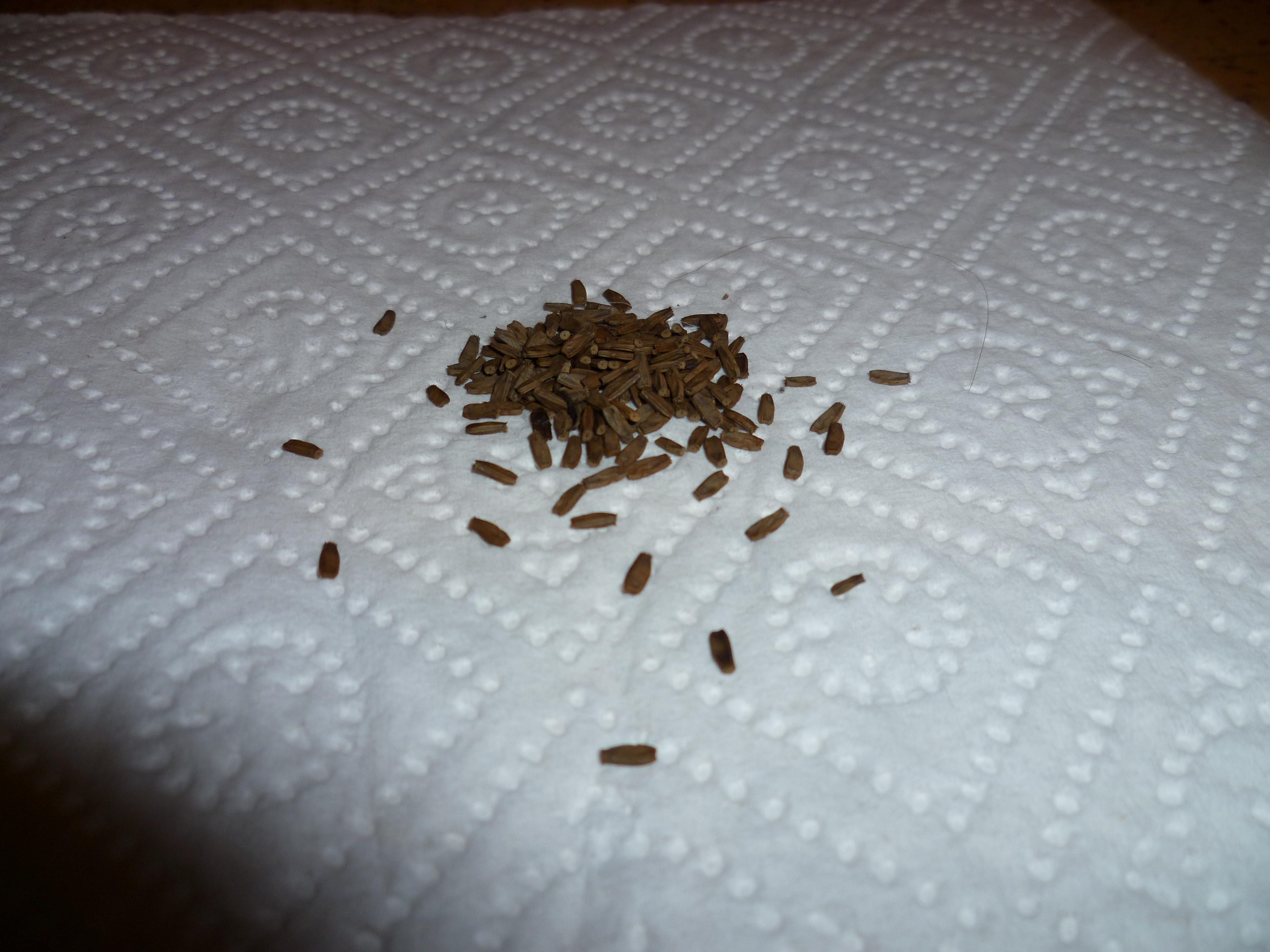
Eier der Vietnam-Stabschrecke

Die Vietnam-Stabschrecke, Grüne Stabschrecke oder auch Grüne Vietnam-Stabschrecke (Ramulus artemis, Syn.: Baculum artemis) ist eine Gespenstschrecke aus der Familie Phasmatidae.

## Merkmale
Der Habitus der Vietnam-Stabschrecke ist langgestreckt. Die sehr langbeinigen Tiere haben eine typische Stabschreckenform. Weibchen erreichen eine Körperlänge von 9 bis 12,5 cm. Körper, Beine und Fühler sind meist dunkelgrün selten graubraun gefärbt. Das Abdomenende, genauer das siebte und achte Abdominalsegment, ist meist braun gezeichnet. Außerdem ist unterseits am Hinterrand des siebten Abdominalsegmentes, also am siebten Abdominalsternit, ein nach hinten weisender Dorn zu finden. Zwischen den Augen befindet sich ein besonders bei noch nicht adulten Weibchen sehr auffälliges braunes Band, welches mit zunehmendem Alter verblassen kann. Gelegentlich haben die Weibchen auf dem Kopf halbrunde, oft als „Öhrchen“ bezeichnete Hörnchen (Aurikel). Ihre Fühler sind knapp halb so lang wie die Schenkel der Vorderbeine. Das erste Fühlerglied (Sapus) ist das längste und blattartig verbreitert. Männchen sind selten. Sie können dunkelbraun gefärbt sein oder einen grünen Körper mit braunen Beinen und wiederum braunem Abdomenende haben. Mit etwa 8,5 cm Länge bleiben sie deutlich kleiner und schlanker als die Weibchen. Ihre Fühler sind etwas länger und damit mehr als halb so lang wie die Vorderschenkel.

## Verbreitung und Lebensweise
Da die in der Terraristik verbreiteten Tiere aus Vietnam stammen, erhielt Ramulus artemis zwar den Trivialnamen Vietnam-Stabschrecke, allerdings erstreckt sich ihr Verbreitungsgebiet auch über große Teile Chinas und Indiens.
Die Vietnam-Stabschrecke pflanzt sich sowohl sexuell als auch parthenogenetisch fort. Auch bei rein parthenogenetischer Fortpflanzung können phänotypische Männchen auftreten, die jedoch keinen Einfluss auf das Geschlechterverhältnis der Nachkommen haben. Die Eier werden einzeln fallen gelassen. Sie sind braun, sehr flach, fast rechteckig und gut 3 mm lang. Die Nymphen schlüpfen bereits nach knapp zwei Monaten aus den Eiern und wachsen in weiteren vier Monaten zu Imagines heran. Als Abwehrstrategien sind bei dieser Art sowohl das Abwerfen der Beine (Autotomie), als auch eine möglichst optimale Tarnung zu beobachten. Besonders die Nymphen schmiegen sich mit ausgestreckten Beinen an Zweige an oder hängen von diesen herunter. Adulte Weibchen können bis zu einem Jahr alt werden.

## Taxonomie und Systematik
John Obadiah Westwood beschrieb die Art im Jahre 1859 zunächst unter dem Namen Bacillus artemis. Das von ihm gewählte Artepitheton „Artemis“ ist aus der griechischen Mythologie entlehnt und der gleichnamigen Göttin der Jagd gewidmet. Im Jahr 1873 wurde die Art zunächst von James Wood-Mason als Bacillus (Baculum) artemis in die Untergattung Baculum gestellt. Nachdem Henri de Saussure 1861 die Untergattung in den Status einer Gattung erhoben hatte, wurde die Art erst 1904 von William Forsell Kirby erstmals als Baculum artemis bezeichnet. Obwohl Karl Brunner-von Wattenwyl die Art 1907 als Clitumnus artemis in eine weitere Gattung stellte, wurde sie noch annähernd 100 Jahre als Baculum artemis angesprochen. Erst mit der Überarbeitung der Sammelgattung Baculum wurde sie in die bereits 1862 von Saussure errichtete Gattung Ramulus gestellt.
Außerdem beschrieben Henry Walter Bates die Art 1865 unter dem Namen Bacillus patellifer und Brunner-von Wattenwyl 1907 als Clitumnus porrectus. Für die Vietnam-Stabschrecke ergeben sich damit folgende Synonyme:
- Syn. = Bacillus artemis Westwood, 1859
- Syn. = Baculum artemis (Westwood, 1859)
- Syn. = Bacillus patellifer Bates, 1865
- Syn. = Clitumnus porrectus Brunner von Wattenwyl, 1907

Der Holotypus ist ein aus Assam stammendes Weibchen welches Westwood in der Entomologischen Sammlung der University of Oxford hinterlegt hat. Auch der Holotypus von Bacillus patellifer ist in dieser Sammlung zu finden. Während der Lectotypus von Clitumnus porrectus im Muséum national d’histoire naturelle in Paris zu finden ist. Auch die Typusexemplare der beiden synonymisierten Arten sind weiblich.

## Terraristik
Die Vietnam-Stabschrecke ist unter Gespenstschreckenliebhabern aufgrund ihrer Anspruchslosigkeit und leichten Vermehrbarkeit weit verbreitet und wird als Anfängerart empfohlen. Als Futter werden die Blätter von vielen Rosengewächsen, wie Brombeeren, Himbeere, Weißdorne, Zwergmispeln, aber auch die von Eichen angenommen. Im Terrarium sollte eine Luftfeuchtigkeit von 60 bis 80 Prozent vorhanden sein.
Die 1992 aus dem Norden Vietnams von tschechischen Züchtern nach Europa eingeführte Art wird von der Phasmid Study Group unter der PSG-Nummer 144 geführt.